# Lenkenthal

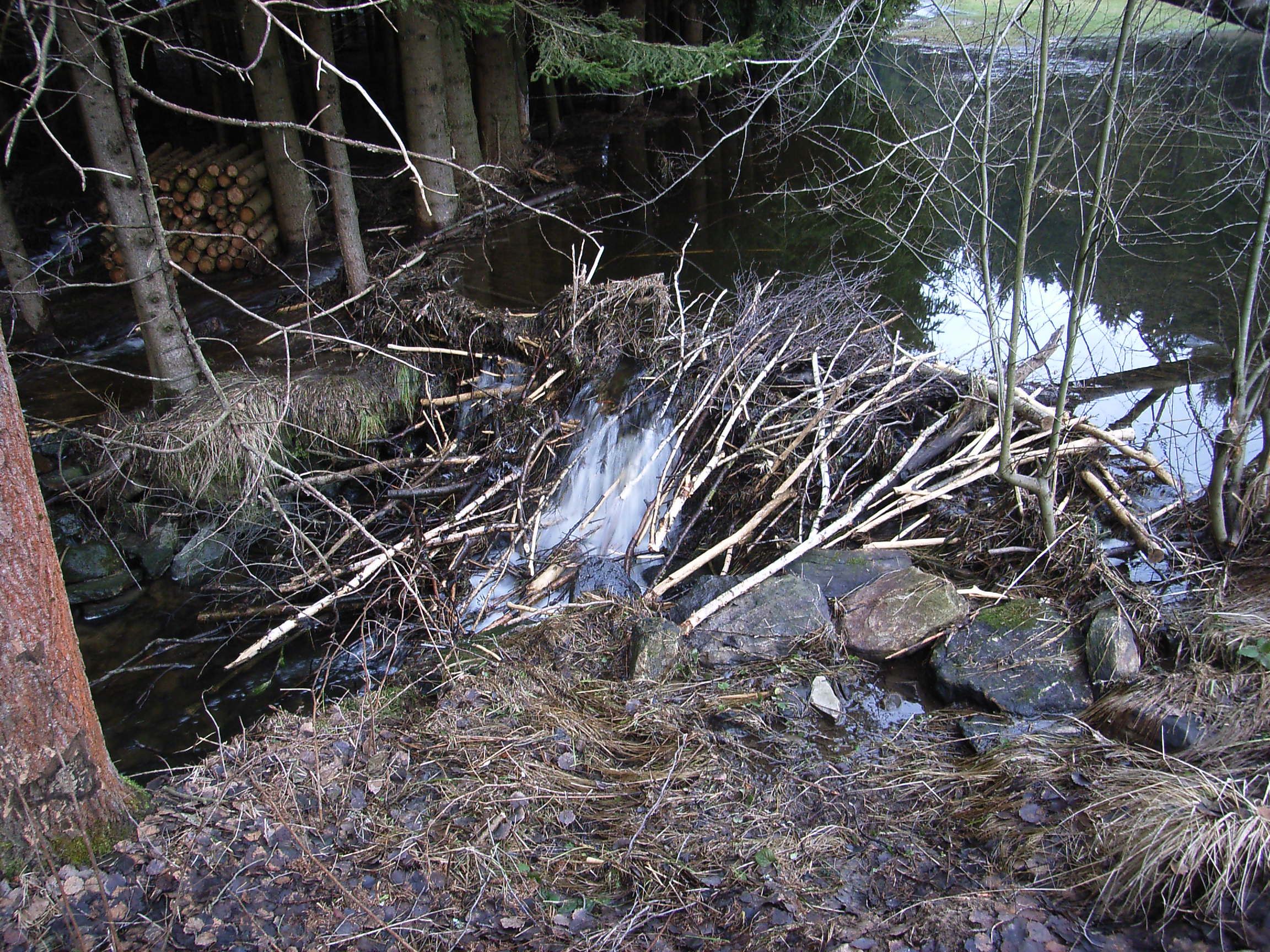
Biberdamm in der Bayerischen Schwarzach im Lenkenthal (2013)

Lenkenthal ist ein Ortsteil der Gemeinde Tiefenbach im Oberpfälzer Landkreis Cham in Bayern.

## Geographische Lage
Die Gebäude der Einöde Lenkenthal liegen im gleichnamigen Tal der Bayerischen Schwarzach, das sich östlich von Schönau zwischen Breitenschlag und Hammermühler Wald in Nordsüdrichtung erstreckt.

## Geschichte
1833 gründete die Familie Lenk die Glasschleife und Poliere Lenkenthal.
1925 gehörte diese Glasschleife Johann Rosnizek.
1969 wird Lenkenthal als Teil der Gemeinde Schönau aufgeführt.
1990 erscheint es als Teil der Pfarrei Weiding mit 4 Katholiken.

## Natur und Landschaft
Durch das Lenkenthal führt keine Straße, sondern nur ein Wander- und Radweg. Es bietet auf ungefähr 4 km Länge weitgehend unberührte Natur. Mehrere Biberdämme stauen hier das Wasser der Bayerischen Schwarzach auf, das dann angrenzende Wiesen und Wald überflutet, den Fluss in zahlreiche neue Seitenarme aufspaltend.